# Giro del Veneto 1971
Il Giro del Veneto 1971, quarantaquattresima edizione della corsa, si svolse il 2 ottobre 1971 su un percorso di 266 km. La vittoria fu appannaggio dell'italiano Giancarlo Polidori, che completò il percorso in 7h22'00", precedendo i connazionali Italo Zilioli e Donato Giuliani.
Sul traguardo di Montegrotto Terme almeno 26 ciclisti portarono a termine la competizione.

## Ordine d'arrivo (Top 10)
| Pos. | Corridore           | Squadra           | Tempo    |
| ---- | ------------------- | ----------------- | -------- |
| 1    | Giancarlo Polidori  | Scic              | 7h22'00" |
| 2    | Italo Zilioli       | Ferretti          | s.t.     |
| 3    | Donato Giuliani     | Filotex           | s.t.     |
| 4    | Sandro Cammilli     | Zonca             | s.t.     |
| 5    | Felice Gimondi      | Salvarani         | s.t.     |
| 6    | Aldo Moser          | G.B.C.-Zimba      | s.t.     |
| 7    | Wladimiro Panizza   | Cosatto-Marsicano | a 1'40"  |
| 8    | Pietro Di Caterina  | Dreher            | s.t.     |
| 9    | Oliviero Morotti    | Dreher            | a 5'45"  |
| 10   | Alberto Della Torre | Filotex           | a 7'30"  |